# Guillermo Kahlo
Guillermo Kahlo (Pforzheim, 26 oktober 1871 - Mexico-Stad, 14 april 1941), geboren als Carl Wilhelm Kahlo, was een Duits-Mexicaanse fotograaf. Aan het begin van de 20e eeuw documenteerde hij fotografisch belangrijke architecturale werken, kerken, straten, monumenten, evenals industrieën en bedrijven in Mexico. Hierdoor heeft zijn werk niet alleen artistieke waarde, maar ook historisch en documentair belang. Hij was de vader van kunstschilderes Frida Kahlo.

## Vroege jaren
Kahlo werd geboren in Pforzheim, Groothertogdom Baden, Duitse Keizerrijk (thans Baden-Württemberg, Duitsland). Hij was de zoon van juwelier Jakob Heinrich Kahlo en Henriette Kaufmann. In 1874 werd de sieradenfabriek van zijn vader verkocht en verhuisde het gezin naar Lichtental. In april 1877 stierf de oudste zus van Kahlo op 14-jarige leeftijd, een jaar later zijn moeder bij de geboorte van haar vierde kind.
Kahlo's dochter Frida beweerde dat hij van Hongaars-Joodse komaf was. In een boek van Gaby Franger en Rainer Huhle werd dit echter ontkracht en werd aan de hand van een genealogisch onderzoek verklaard dat Kahlo werd geboren uit lutherse ouders.
Kahlo studeerde aan de Universiteit van Neurenberg. Zijn vader betaalde hem om in 1891 naar Mexico te reizen, omdat hij niet kon opschieten met zijn stiefmoeder. In Mexico nam Wilhelm het Spaanse equivalent van zijn naam aan, te weten Guillermo. In juli 1894 vroeg hij het Mexicaans staatsburgerschap aan. Kahlo keerde nooit meer terug naar Duitsland.

## Carrière
De vroegst bekende foto van Kahlo dateert uit 1897. Drie jaar later fotografeerde hij José Yves Limantour, die op dat moment minister van Financiën was. In 1901 richtte Kahlo zijn eigen fotostudio op, waar hij werkte voor El Mundo Ilustrado, Semanario Ilustrado, Artes y Letras, Cosmos en Tricolor. Van de minister van Binnenlandse Zaken kreeg Kahlo de opdracht om architectuurfoto's te maken, waarschijnlijk zijn beste werk.
Tijdens de Mexicaanse Revolutie van 1910 werd het moeilijker voor Kahlo om opdrachten te krijgen en door het land te reizen. Het gezin kreeg hierdoor te kampen met economische problemen. Wel maakte hij in de jaren 20 samen met andere fotografen foto's van kerken voor een zesdelige enquête.
Meestal gebruikte Kahlo grote glasplaten van 8 bij 10 inch (circa 20 bij 25 cm) tot 11 bij 14 inch (circa 28 bij 35 cm).
Zijn laatste gedocumenteerde foto's dateren uit 1936.

## Galerij

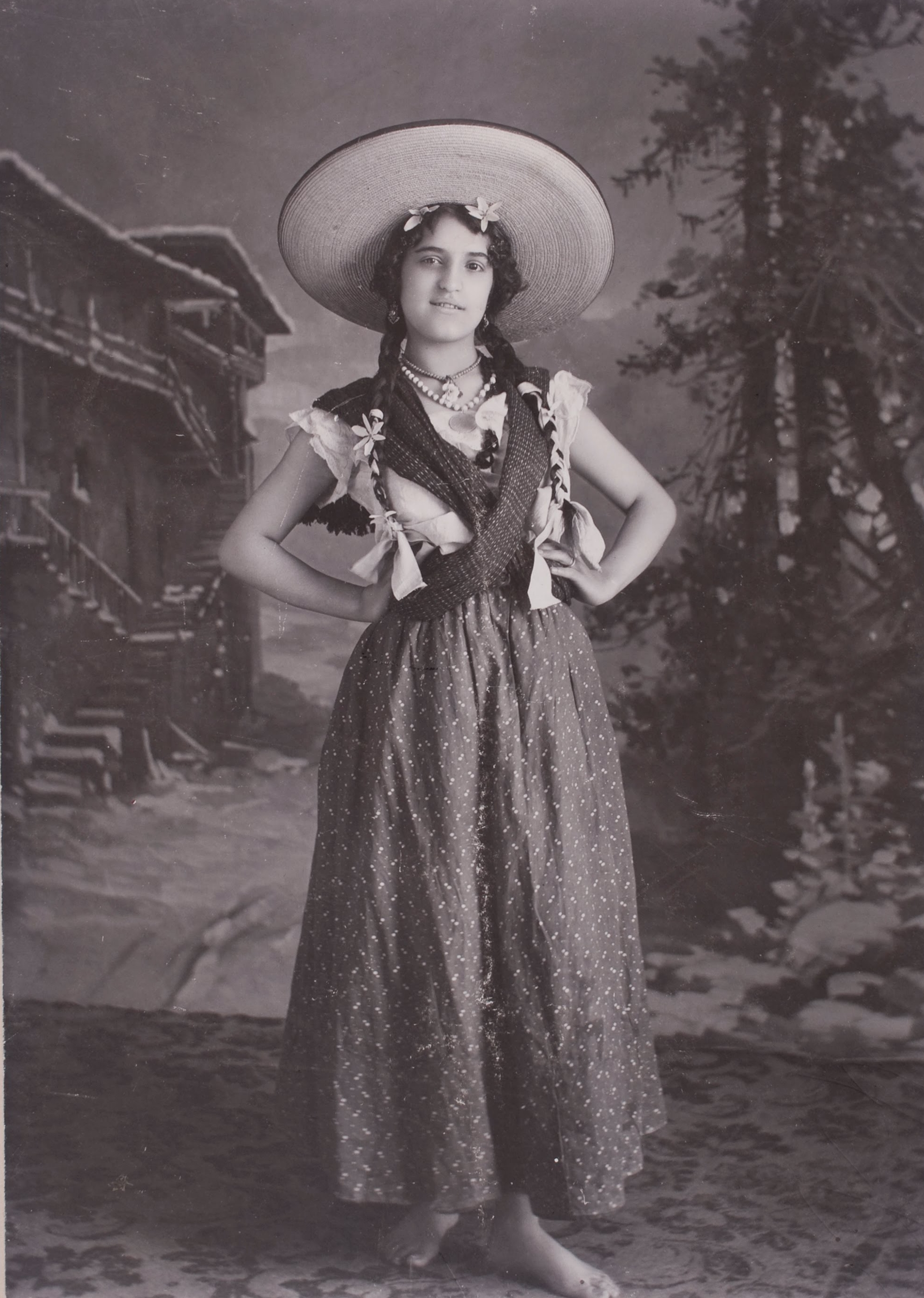
Matilde Calderón y González, tweede vrouw van Guillermo Kahlo (1897)
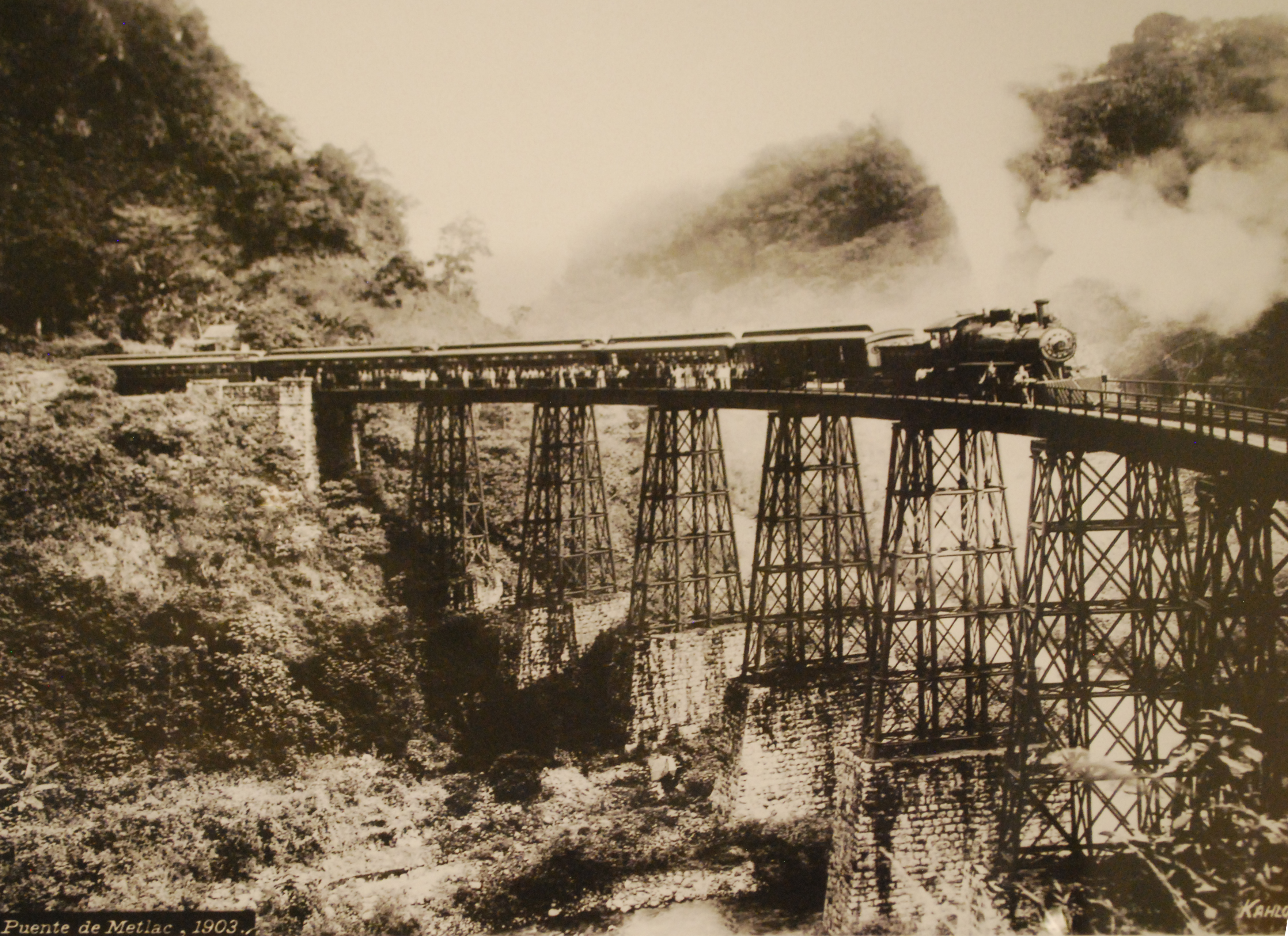
Trein op de spoorbrug over de rivier de Metlac Nabij San José in de gemeente Fortín (Veracruz) (1903)
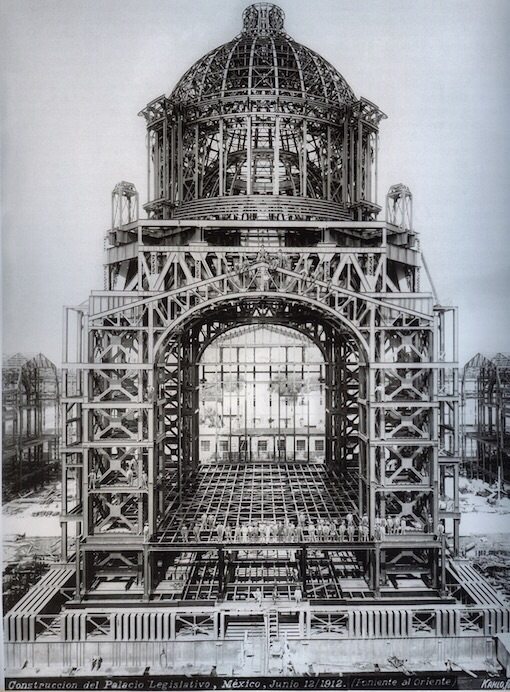
De bouw van het paleis Palacio Legislativo Federal en Monument voor de Revolutie (1912)
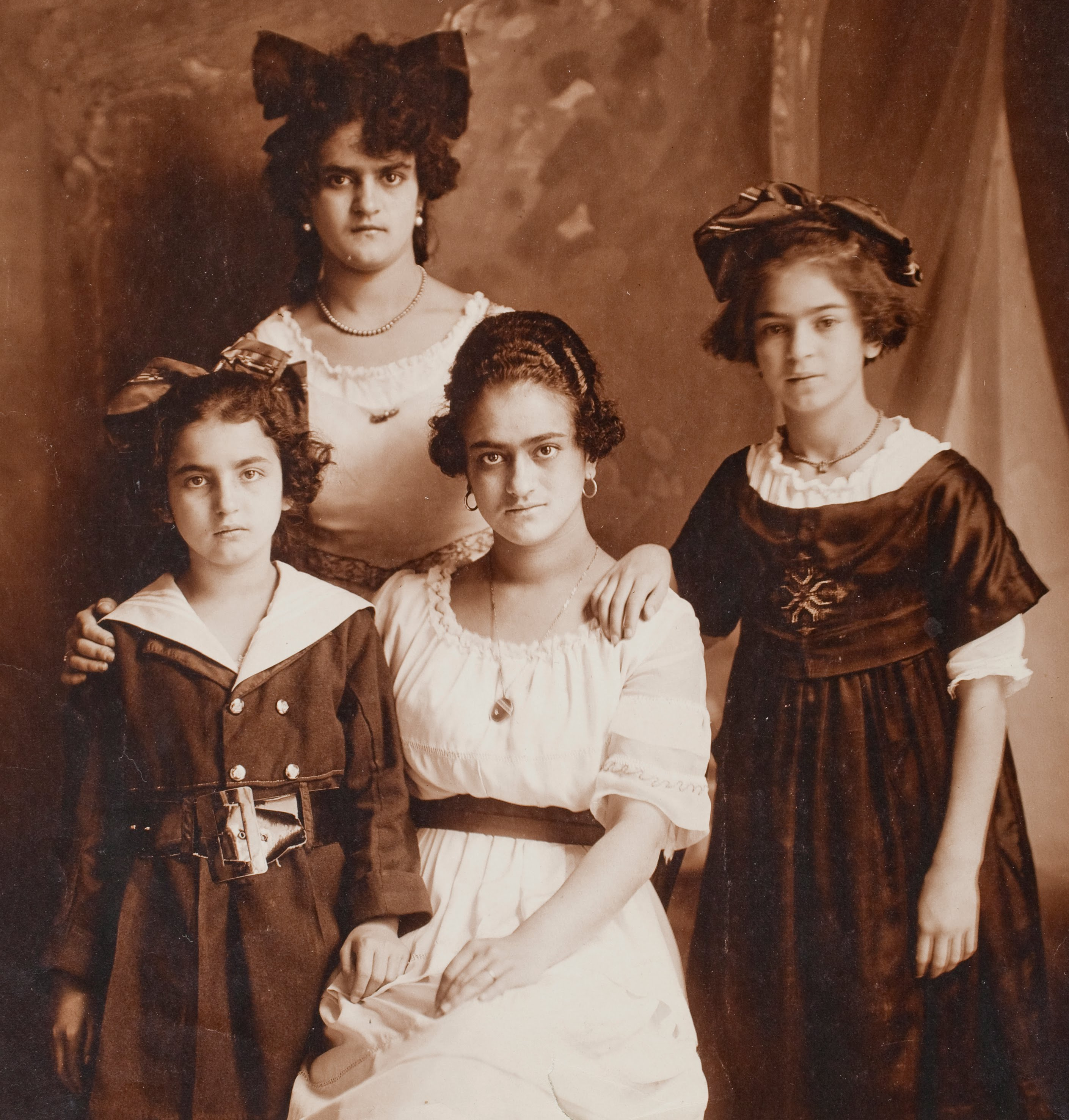
Cristina, Adriana, Matilde en Frida Kahlo (van links naar rechts) (1916)

## Persoonlijk leven

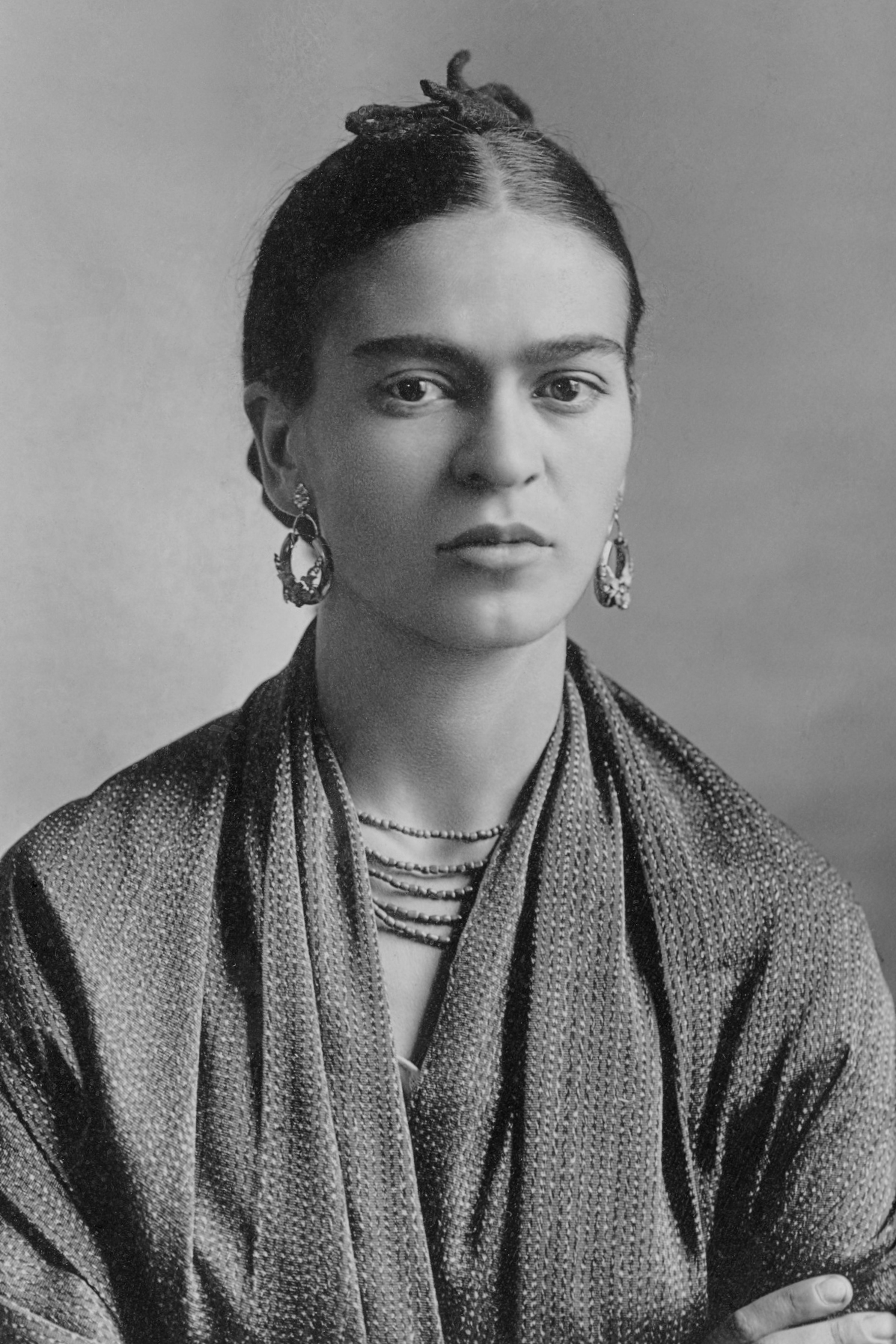
Frida Kahlo, foto gemaakt door Guillermo Kahlo, 1932

Kahlo trouwde in augustus 1893 met de in Mexico geboren María de los Dolores Eleuteria Clotilde Cardeña Espino. De nacht dat ze stierf bij de geboorte van hun derde kind, vroeg hij fotograaf Antonio Calderón om de hand van zijn dochter Matilde. Na het huwelijk stuurde Kahlo de dochters uit zijn eerste huwelijk naar een klooster.
Met Mathilde kreeg hij nog eens zeven kinderen, onder wie de wereldberoemde kunstschilderes Frida Kahlo. Alleen zijn dochter Cristina kreeg kinderen.
Na de dood van zijn vrouw Matilde in 1932 namen Kahlo's lichamelijke kwalen toe. Frida verklaarde dat zij in haar jeugd getuige was geweest van de epileptische aanvallen van haar vader.
Kahlo overleed op 14 april 1941 aan een hartaanval in Coyoacán, een villawijk in Mexico-Stad.